# Perilampsis miratrix
Perilampsis miratrix es una especie de insecto del género Perilampsis de la familia Tephritidae del orden Diptera.

## Historia
Munro la describió científicamente por primera vez en el año 1939.